# Ievgueni Baratynski
Ievgueni Abrámovitch Baratynsky ou Boratynsky (em russo:  Евге́ний Абра́мович Бараты́нский (Бораты́нский); IPA: [jɪvˈɡʲenʲɪj ɐˈbraməvʲɪtɕ bərɐˈtɨnskʲɪj] (escutarⓘ); Mansão Mara, Oblast de Tambov, 19 de fevereirojul./ 2 de março de 1800greg. – Nápoles, 29 de junhojul./ 11 de julho de 1844greg.) foi um poeta, ensaísta e contista russo, elogiado por Alexandre Pushkin como o maior poeta elegíaco russo. Depois de um longo período em que sua reputação estava em declínio, Baratynsky foi redescoberto pelos poetas do simbolismo russo como um poeta supremo do pensamento.

## Biografia

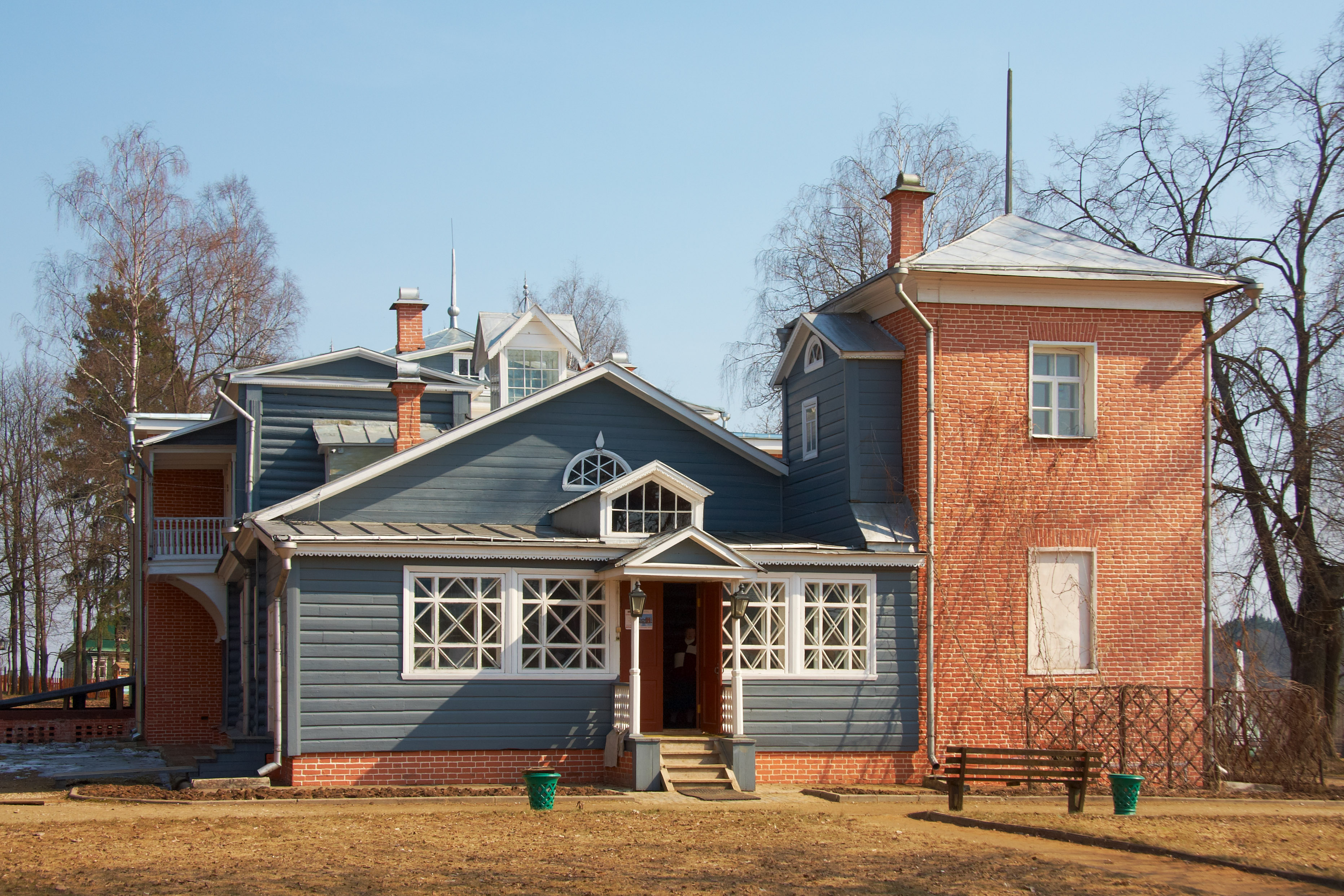
Casa memorial em Muranovo. A casa principal foi construída em madeira em 1842 por Baratynsky

Membro da nobre família Baratynsky, ou, mais corretamente, Boratynski, o futuro poeta foi enviado aos 12 anos para o Corpo de Pajens em São Petersburgo, uma aristocrática escola militar. Sendo logo expulso por roubo, ele foi obrigado a se tornar um soldado raso, inicialmente em um regimento de infantaria em São Petersburgo. Foi então que conheceu Anton Delvig, que reanimou seu espírito decaído e o apresentou à imprensa literária.
Em 1820 Baratynski foi transferido para a Finlândia, onde permaneceu por seis anos. Seu primeiro poema longo, Eda, escrito durante esse período, firmou sua reputação. Em 1825 ele finalmente recebeu uma comissão, e no ano seguinte deixou o serviço e se estabeleceu em Moscou.
Em janeiro de 1826, ele se casou com a filha do major-general Gregory G. Engelhardt. Por influência de amigos, obteve licença do Imperador para se retirar do exército, e se estabeleceu em 1827 em Muranovo, ao norte de Moscou (atualmente um museu literário). Lá, ele completou seu trabalho mais longo, O Cigano, um poema escrito no estilo de Pushkin.
A vida familiar de Baratynsky parecia feliz, mas uma profunda melancolia permaneceu como pano de fundo de sua mente e de sua poesia. Ele publicou vários livros de versos que Pushkin e outros críticos perceptivos elogiaram muito, mas que tiveram uma recepção relativamente fria do público e ridicularizado violentamente por parte dos jovens jornalistas “plebeus”. Com o passar do tempo, o humor de Baratynsky evoluiu do pessimismo para a desesperança, e a elegia se tornou sua forma preferida de expressão.
Em 1843, Baratynsky deixou Moscou para uma viagem à França e à Itália. Ele morreu em Nápoles, de uma doença súbita, em 11 de julho de 1844.

## Poesia

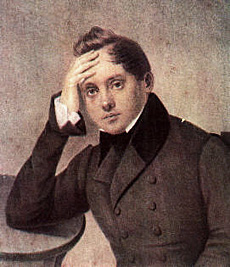
E. A. Baratynski. Desenho de um artista desconhecido. Década de 1830

Os primeiros poemas de Baratynsky são pontuados por esforços conscientes para escrever de maneira diferente de Pushkin, que ele considerava um modelo de perfeição. Até Eda, seu primeiro poema longo, embora inspirado em O Prisioneiro do Cáucaso, de Pushkin, adota um estilo realista e acolhedor, com um toque sentimental, mas não um traço do Romantismo. Está escrito, como tudo o que Baratynsky escreveu, em um estilo maravilhosamente preciso, ao lado do qual Pushkin parece nebuloso. As passagens descritivas estão entre as melhores — a natureza severa da Finlândia era particularmente querida por Baratynsky.
Suas peças curtas da década de 1820 se distinguem pelo frio, brilho metálico e sonoridade do verso. Eles são mais secos e claros do que qualquer coisa na poesia russa antes de Akhmátova. Os poemas desse período incluem peças leves e fugitivas da maneira anacreôntica e horaciana, algumas das quais foram reconhecidas como obras-primas desse tipo, bem como elegias de amor, onde um sentimento delicado é revestido de inteligência brilhante.
Em seu trabalho maduro (que inclui todos os seus curtos poemas escritos após 1829) Baratynsky é um poeta de pensamento, talvez de todos os poetas do “estúpido século XIX”, aquele que elaborou o melhor uso do pensamento como material para a poesia. Isso o tornou estranho a seus contemporâneos mais jovens e a toda a parte posterior do século, que identificou poesia com sentimento. Sua poesia é, por assim dizer, um atalho do humor dos poetas do século XVIII para as ambições metafísicas do século XX (em poesia inglesa, de Alexander Pope a T. S. Eliot).
O estilo de Baratynsky é clássico e se baseia nos modelos do século anterior. No entanto, em seu esforço para dar a seu pensamento a declaração mais tensa e mais concentrada, ele às vezes se torna obscuro por puro toque de compressão. O trabalho óbvio de Baratynsky dá a seu verso um certo ar de fragilidade, que está no fim dos polos da divina leveza e elasticidade mozartiana de Pushkin. Entre outras coisas, Baratynsky foi um dos primeiros poetas russos que foram, em verso, mestres da frase complicada, expandida por parágrafos e parênteses subordinados.

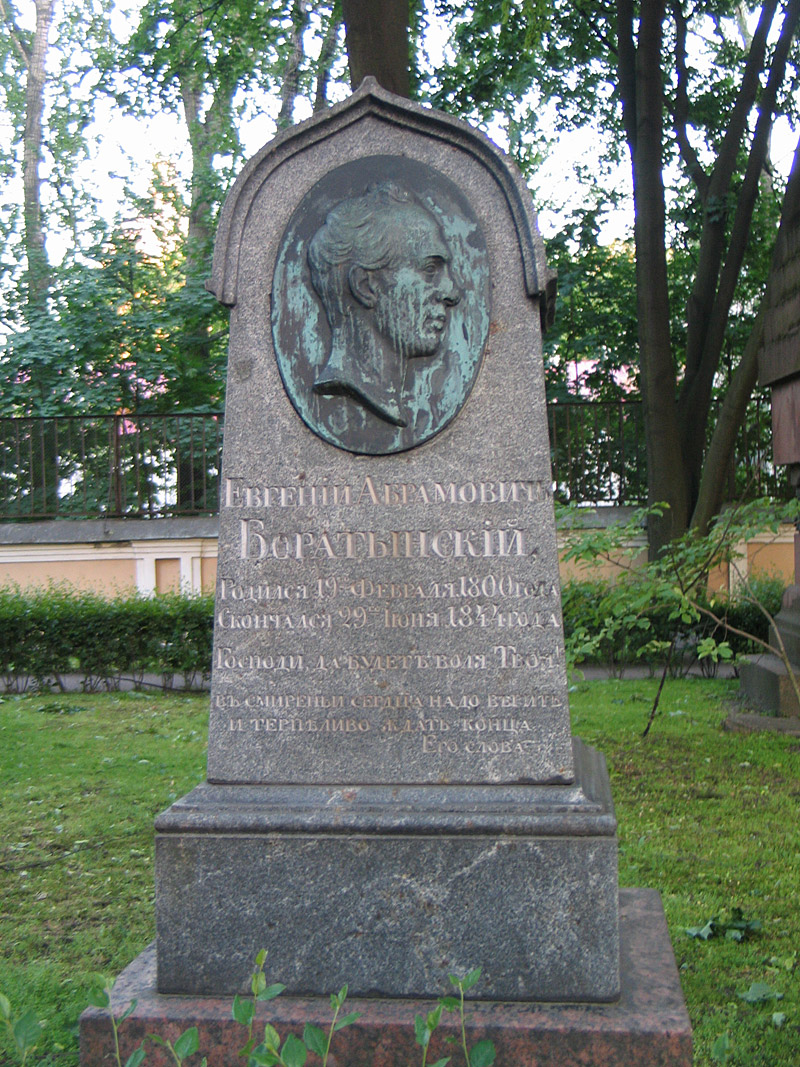
O túmulo de Baratýnski no cemitério do Mosteiro Alexandre Nevsky

## Filosofia
"Baratýnski aspirava a uma união mais completa com a natureza, a uma espontaneidade mais primitiva da vida mental. Ele observou o movimento constante e inexorável da humanidade para longe da natureza. A aspiração por um passado mais orgânico e natural é um dos principais motivos da poesia de Baratýnski. Ele o simbolizava na crescente discórdia entre o filho da natureza — o poeta — e o rebanho humano, que crescia, a cada geração, mais absorvido pelos cuidados industriais. Daí o crescente isolamento do poeta no mundo moderno, onde a única resposta que o recebe é a de suas próprias rimas (Rima, 1841).
“O futuro da humanidade industrializada e mecanizada será brilhante e glorioso no futuro próximo, mas a felicidade e a paz universais serão compradas à custa da perda de todos os valores mais altos da poesia” (O Último Poeta). “E, inevitavelmente, após uma era de refinamento intelectual, a humanidade perde sua seiva vital e morre de impotência sexual. Então a terra será restaurada à sua majestade primordial” (A Última Morte, 1827).
Essa filosofia, aliando-se à sua profunda melancolia temperamental, produziu poemas de extraordinária majestade, que não se comparam a nada na poesia do pessimismo, exceto Giacomo Leopardi. Tal é a esmagadora majestade daquela longa ode ao desânimo, Outono (1837), esplendidamente retórica da maneira mais grandiosa do classicismo, embora com um sotaque pronunciadamente pessoal.